# Maigret am Treffen der Neufundlandfahrer
Maigret am Treffen der Neufundlandfahrer (französisch: Au Rendez-vous des Terre-Neuvas) ist ein Kriminalroman des belgischen Schriftstellers Georges Simenon. Er gehört zur ersten Staffel von 19 Romanen der insgesamt 75 Romane und 28 Erzählungen umfassenden Reihe um den Kriminalkommissar Maigret. Der Roman entstand im Juli 1931 an Bord von Simenons Boot Ostrogoth in Morsang-sur-Seine und erschien bereits einen Monat später im Verlag Fayard. Die erste deutsche Übersetzung Maigret und das Verbrechen an Bord von Hansjürgen Wille und Barbara Klau veröffentlichte Kiepenheuer & Witsch im Jahr 1966 im Sammelband mit Maigret und der geheimnisvolle Kapitän sowie Maigret verteidigt sich. 1980 brachte der Diogenes Verlag eine Neuübersetzung von Annerose Melter unter dem Titel Maigret am Treffen der Neufundlandfahrer heraus.
Der Brief eines alten Schulfreundes veranlasst Kommissar Maigret, seinen Urlaub vom Elsass in die Normandie zu verlegen. Hier trifft er auf eine Crew von Neufundlandfahrern, deren Kapitän ermordet wurde. Sein Tod bildet den Abschluss einer ganzen Reihe von mysteriösen Unglücksfällen, die die letzte Fahrt des Fischdampfers überschatteten. Während die örtliche Polizei den jungen Funker verdächtigt, sprechen die abergläubischen Matrosen hinter vorgehaltener Hand vom bösen Blick.

## Inhalt

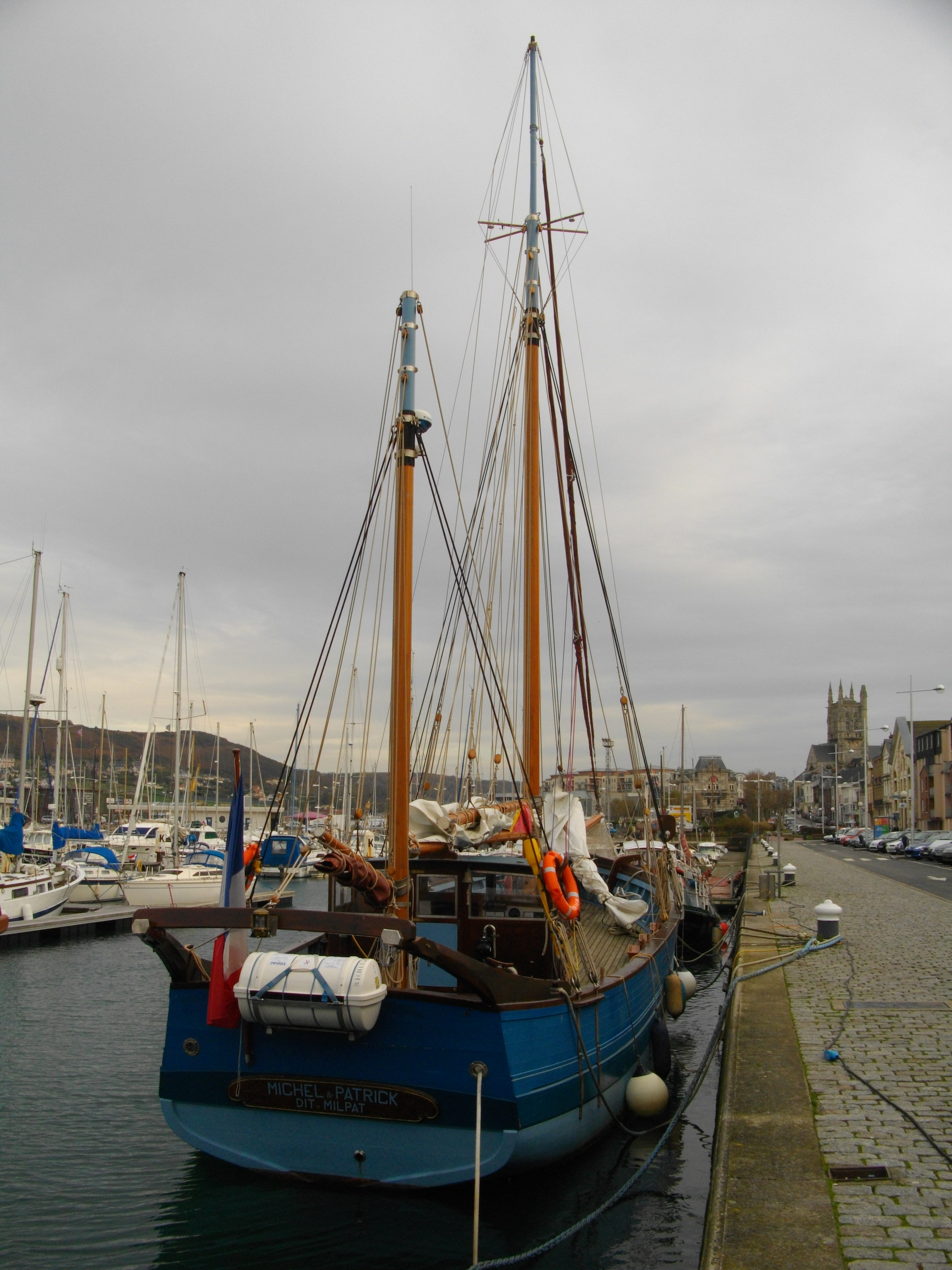
Historisches Fischerboot im Hafen von Fécamp

Es ist Juni. Die Maigrets packen ihre Koffer für einen achttägigen Urlaub im Elsass bei der Schwester von Madame Maigret. Im letzten Moment erreicht den Kommissar ein Brief seines Schulfreundes Jorissen, der inzwischen Lehrer in Quimper geworden ist. Sein ehemaliger Schüler Pierre Le Clinche, der als Funker auf dem Fischdampfer Océan angeheuert hat, ist unter dem Verdacht des Mordes an seinem Kapitän verhaftet worden. Maigret wirft die Urlaubspläne kurzerhand um und reist mit seiner Gattin nach Fécamp, wo die Océan vor Anker liegt, nachdem sie drei Monate lang in der Neufundlandbank Kabeljau fischte. Unter der Mannschaft, die in der normannischen Hafenstadt ihre Heuer verprasst, trifft Maigret einen alten Bekannten wieder: den Kleinkriminellen P’tit Louis. Und er erfährt, dass die Fahrt der Océan von mysteriösen Unglücksfällen heimgesucht wurde, die vom Tod des Schiffsjungen bis zur verdorbenen Fracht Kabeljau reichen.
Für Maigret steht der Fall unter dem Zeichen des Zorns. Alle Menschen, mit denen er es zu tun bekommt, zeigen eine ungewöhnliche Gereiztheit. Der angeblich so sympathische Pierre Le Clinche weist seine angereiste Verlobte Marie Léonnec ebenso brüsk ab, wie er sich gegenüber den Befragungen des Kommissars verstockt zeigt. Octave Fallut, der Kapitän der Océan, hat bereits vor seiner Ermordung einen verzweifelten Abschiedsbrief geschrieben. Schließlich findet Maigret heraus, dass sich auf der Unglücksfahrt eine Frau an Bord befand: Adèle Noirhomme, die bereits als Prostituierte aktenkundig wurde und dem seriösen Kapitän seit einigen Monaten derart den Kopf verdrehte, dass dieser glaubte, nicht mehr ohne sie sein zu können und die Geliebte heimlich in seine Kabine schmuggelte.
Es war der naseweise Schiffsjunge Jean-Marie Canut, der den blinden Passagier als erster entdeckte und zu verraten drohte. Der Kapitän sah seine Integrität als Schiffsführer in Frage gestellt und wusste sich nicht anders als mit Gewalt zu helfen. Sein Stoß brachte den Jungen zu Fall, der unglücklich aufschlug und sich den Schädel brach. Le Clinche war der einzige Zeuge der Tat. Von diesem Zeitpunkt an belauerten sich Kapitän und Funker misstrauisch, und ihre Spannung übertrug sich auf die gesamte Mannschaft. Nach dem Kapitän bestrickte Adèle auch den jungen Funker, der nach einer Nacht mit ihr von einer gemeinsamen Zukunft träumte. Zwar brachte er seinen Nebenbuhler Fallut nicht eigenhändig um, doch nach der Landung verriet er den Mord am Schiffsjungen an Canuts Vater und beobachtete, wie dieser den Kapitän erwürgte. Allerdings muss er realisieren, dass Adèle seine romantische Liebe nicht teilt und in die Arme ihres Zuhälters Gaston Buzier zurückkehrt. Als sie dem Jungen und seiner Verlobten im Beisein Maigrets eine Szene macht, begeht Le Clinche einen Suizidversuch, den er schwer verletzt überlebt.
Aus Rücksicht auf die Beteiligten bringt Maigret die Wahrheit nicht ans Tageslicht. Da ist der alte Canut, der seinen Sohn verloren hat und noch immer beim Anblick der Océan die Fäuste schüttelt. Da ist Marie Léonnec, die ihren Verlobten nicht hergeben will, obwohl sie dessen Fehltritt ahnt. Da ist ihr Vater, der kleinbürgerliche Geschäftsmann aus Quimper, der seinen künftigen Schwiegersohn bereits als Nachfolger im Laden eingeplant hat. Da ist Le Clinche, der seine einmalige Leidenschaft mit einem lahmen Bein und einer vorbestimmten Zukunft als Kaufmann und Familienvater bezahlen muss, wovon sich Maigret fünf Jahre später bei einem Besuch in Quimper überzeugen kann.

## Hintergrund
Die Normandie bildet den Hintergrund für viele Romane Georges Simenons. Er kannte die Region von eigenen Reisen, so etwa von einem Urlaub aus dem Jahr 1925 in Étretat, in dem Simenon und seine Frau die Fischertochter Henriette Liberge kennenlernten, die ein Leben lang als Hausmädchen an Simenons Seite bleiben sollte. In Fécamp ließ er 1929 sein Boot Ostrogoth anfertigen, mit dem er in den Folgejahren die Kanäle Frankreichs, Nord- und Ostsee bereiste, und an dessen Bord er im Juli 1931 auch den Roman Au Rendez-vous des Terre-Neuvas schrieb. Lucille F. Becker erkennt in dem Roman jene Stimmung eines Seefahrerlokals wieder, die in Delfzijl geherrscht haben muss, als Simenon in einem Café am Hafen die Figur des Maigret erdachte.
Es lassen sich einige Parallelen des Romans zu Frühwerken Simenons ausmachen. So erinnert das erste Kapitel mit Maigrets Eintreffen in der Seefahrerkneipe Rendez-vous des Terre-Neuvas an den Roman L’homme à la cigarette, der gescheiterte Suizidversuch des jungen Pierre Le Clinche an den Helden des Romans La Maison de l’inquiétude. Beide Romane schrieb Simenon noch unter seinem früheren Pseudonym Georges Sim. Auch das Thema einer Frau, die für Querelen im Leben von Männern sorgt, findet sich in ähnlicher Form bereits in den unmittelbar vorangegangenen Maigret-Romanen Maigrets Nacht an der Kreuzung und Maigret und das Verbrechen in Holland. Tilman Spreckelsen fühlte sich darob zum Stoßseufzer veranlasst: „Allmählich nervt es: Wieder sind es hier die bösen Frauen, die mit ihrer Sinnlichkeit brave Männer zu Grunde richten“.

## Interpretation
Stanley G. Eskin nannte Adèle Noirhomme eine „femme fatale“, der der willensschwache junge Funker ebenso verfalle wie sein besessener Kapitän, eine „Sirene, die ehrbare Leute ins Verderben lockt.“ Spreckelsen fügt an, dass beide Männer zwischen zwei Frauen stehen: einer braven Frau und einem „Luder“, und beide würden erstere für letztere sogleich verlassen. Dabei ist es Le Clinches Verlobte Marie, die im 4. Kapitel in einer zentralen Szene Maigret die Ermittlungen regelrecht aus der Hand nimmt und herausfindet, dass eine Frau an Bord gewesen sein muss. Typisch für Maigret ist es, dass er am Ende das Verständnis für die Tat über das Urteil stellt. Er fügt den durch die Vorgeschichte zerstörten Leben keine weitere Beschädigung hinzu und lässt die Geschehnisse unaufgelöst zurück, während er mit seiner Frau Hals über Kopf abreist.
Laut Uwe Nettelbeck sind es „immer die Schulfreunde, die Maigret in die Provinz und in seltsame Abenteuer führen.“ Dabei sieht Eskin die „kleinstädtische, maritime Atmosphäre“ in Maigret am Treffen der Neufundlandfahrer ebenso gelungen eingefangen wie in Maigret und der geheimnisvolle Kapitän oder Maigret und der gelbe Hund. „Gänsehaut erzeugend“ ist laut Frank Böhmert insbesondere Maigrets Nacht an Bord der 
Océan, in der er sich in die zurückliegenden Geschehnisse einfühlt, die letztlich zum Mord führten.

## Rezeption
Der Book Review Digest von H.W. Wilson beschrieb Maigret am Treffen der Neufundlandfahrer als „fast makellose Erzählung“. Für Frank Böhmert ist es „einer der besten Maigret-Romane überhaupt. Hier stimmt alles.“ Geschrieben mit „verlässlicher Eindringlichkeit und Knappheit“ könne der Roman als Lackmustest dienen, ob ein Leser an Kommissar Maigret Gefallen finde oder nicht. André Gide bewertete den Roman hingegen, ebenso wie Maigret und der Verrückte von Bergerac, als „zweifellos weniger gut“ verglichen mit späteren Werken von Simenon wie etwa Zum Weißen Ross.
Die Romanvorlage wurde dreimal im Rahmen von Fernsehserien um den Kommissar Maigret verfilmt. Die Titelrolle spielten Rupert Davies in Maigret (1963), Jan Teulings in der gleichnamigen niederländischen Serie (1968) und Jean Richard in Les Enquêtes du commissaire Maigret (1977).

## Ausgaben
- Georges Simenon: Au Rendez-vous des Terre-Neuvas. Fayard, Paris 1931 (Erstausgabe).
- Georges Simenon: Maigret und das Verbrechen an Bord. Maigret und der geheimnisvolle Kapitän. Maigret verteidigt sich. Übersetzung: Hansjürgen Wille, Barbara Klau. Kiepenheuer & Witsch, Köln 1966.
- Georges Simenon: Maigret und das Verbrechen an Bord. Übersetzung: Hansjürgen Wille, Barbara Klau. Heyne, München 1967.
- Georges Simenon: Maigret am Treffen der Neufundlandfahrer. Übersetzung: Annerose Melter. Diogenes, Zürich 1980, ISBN 3-257-20717-4.
- Georges Simenon: Maigret am Treffen der Neufundlandfahrer. Sämtliche Maigret-Romane in 75 Bänden, Band 9. Übersetzung: Annerose Melter. Diogenes, Zürich 2008, ISBN 978-3-257-23809-9.